# Дзявульський Микола Степанович
Мико́ла Степа́нович Дзяву́льський   (нар. 1 вересня 1958, селище Чагерне, Ємельянівський район, Красноярський край, РРФСР — пом. 20 лютого 2014, Київ, Україна) — громадський активіст, вчитель географії та біології, помічник-консультант народного депутата України Ігоря Сабія. Керівник Шепетівської міської громадської організації «Шепетівська спілка підприємців». Неодноразово брав активну учать в організаціях мітингів на підтримку євроінтеграції. 20 лютого 2014 року загинув на Майдані від кулі снайпера. Герой України.

## Життєпис
Народився Дзявульський Микола Степанович 1 вересня 1958 року у селі Чагерне Ємельянівського району Красноярського краю (Росія) у родині репресованих.
1962 року разом з батьками, які поверталися із заслання, переїхав до с. Верба  Дубенського району на Рівненщині.
Трудову діяльність розпочав у 1975 році електромонтером Шепетівського ДОКу.
З 1976-го по 1978-й рік служив в армії. Закінчив Луцький державний педагогічний інститут імені Лесі Українки у 1983 році.
З 1985-го по 2004-й рік навчав учнів географії і біології, був заступником директора з навчально-виховної роботи Городнявської загальноосвітньої школи, учителем, заступником директора з наукової роботи Шепетівського НВК № 1.
З 2004-го по 2006-й рік — завідувач організаційного відділу виконавчого комітету Шепетівської міської ради. Був депутатом Шепетівської міської ради у 1994—1998 рр.
Очолював громадську організацію «Шепетівська спілка підприємців», Шепетівську міську організацію УРП «Собор». Микола Степанович — член ВО «Свобода», помічник народного депутата України Ігоря Сабія з 2010 року, керівник Шепетівської міської громадської організації «Товариство політичних в'язнів, репресованих і членів їхніх сімей».

## Під час подій Євромайдану
З перших днів Євромайдану Микола Степанович брав активну участь в акціях протесту проти влади. Був координатором Шепетівської міської громадської організації ВГО «Майдан». У Києві Микола Дзявульський завжди був у вирі подій, ніколи не ховався за спинами побратимів. Він опікувався кожним шепетівчанином, який приїздив на Майдан.
Загинув у Києві на Інститутській вулиці від кулі снайпера, яка влучила прямо у серце 20 лютого 2014 року.
|                                                                                       | Сьогодні вранці в Києві на майдані був убитий Микола Дзявульський. Знаю його як дуже чудову людину, чесну, порядну і відповідальну. Такі як він не зраджують і не здають. Не можу стримувати сліз. Гинуть самі кращі люди. Світла пам'ять тобі, побратиме! Ти все життя був великим патріотом і боровся за вільну незалежну Україну. Ти її любив як міг любити справжній син своєї Вітчизни. Низько схиляю голову перед тобою і десятки тих, хто поклав свою голову в цій "війні" добра і зла. Буду пам'ятати тебе завжди. Таких не забувають, |
| — написала на своїй сторінці у соцмережі Фейсбук громадська активістка Наталя Рохова. | |

## Нагороди
- Звання Герой України з вшануванням орденом «Золота Зірка» (21 листопада 2014, посмертно) — за громадянську мужність, патріотизм, героїчне відстоювання конституційних засад демократії, прав і свобод людини, самовіддане служіння Українському народу, виявлені під час Революції гідності[6]
- Медаль «За жертовність і любов до України» (УПЦ КП, червень 2015) (посмертно)[7]

## Вшанування пам'яті

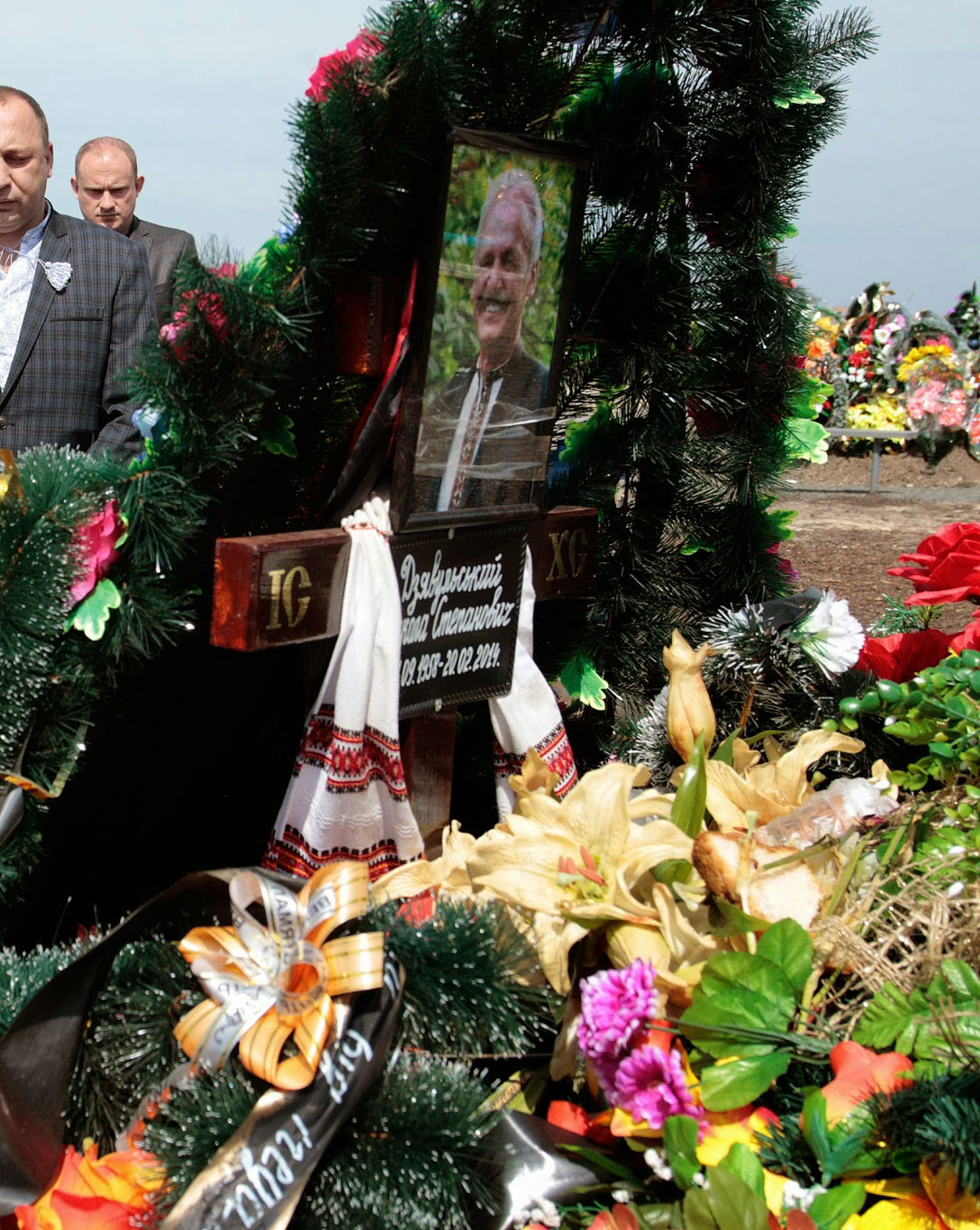
Могила Миколи Дзявульського у Шепетівці

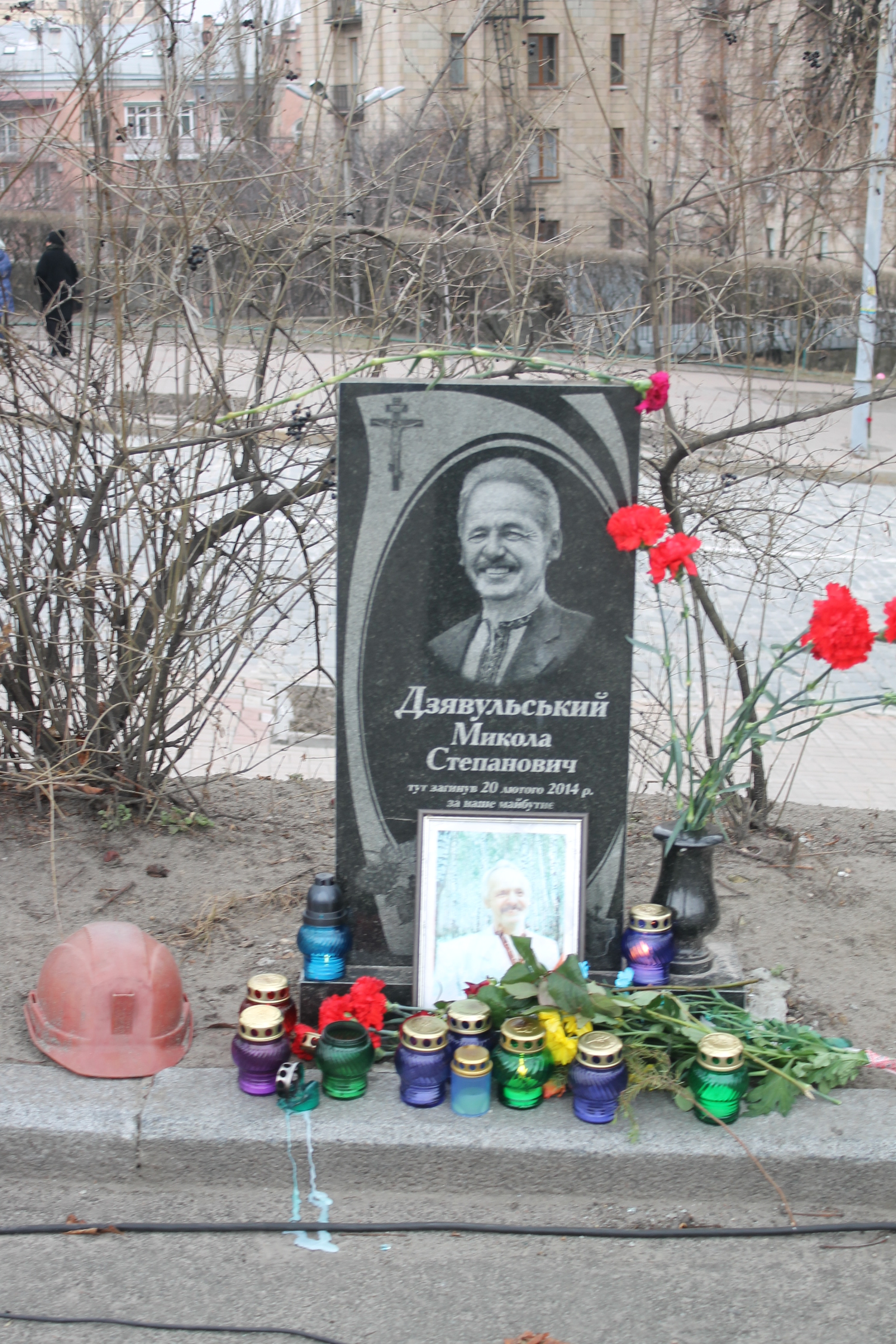
Пам'ятник на алеї Небесної сотні в Києві

- 21 лютого 2014 року Шепетівська міська рада ухвалила рішення перейменувати провулок Шварца у місті Шепетівка на провулок Миколи Дзявульського, а 31 липня 2014 року на своїй 56-й сесії затвердила це рішення відповідним актом. Також Дзявульському було надано звання «Почесний громадянин міста Шепетівка»[3][8]
- 2 березня 2014 року у селі Верба на Рівненщині відбулось урочисте відкриття меморіальної дошки в пам'ять Героя «Небесної сотні» Миколи Дзявульського. Меморіальну дошку було встановлено на фасаді школи, у якій він навчався.[9]
- 7 червня 2014 року Активісти ВО «Свобода», ГО «Хмельниччина. Самооборона і Контроль», «Козацького товариства ім. Семена Палія» на вершині Ґрофа (1748 м) що у Рожнятівському районі Івано-Франківської області, на насипному кургані встановили меморіальну дошку на честь «Героя України» — Миколи Дзявульського. На таблиці було зазначено: «Микола Степанович Дзявульський загинув у місті Києві за наше майбутнє».[10]